# Закатново Старое
Закатново Старое — опустевшая деревня в Вичугском районе Ивановской области. Входит в состав Сошниковского сельского поселения.

## География
Находится в северо-восточной части Ивановской области на расстоянии приблизительно 9 км на север-северо-восток по прямой от районного центра города Вичуга.

## История
В 1872 году здесь (тогда деревня Закотново Старое Кинешемского уезда Костромской губернии) было учтено 13 дворов, в 1907 году (уже единая деревня) —25.

## Население
Постоянное население составляло 72 человека (1872 год), 86(1897), 96 (1907), 1 в 2002 году (русские 100 %), 0 в 2010.